# Tekstilbanan
Tekstil-Banan (Musa textilis) eller Abacá er en staude med en stiv, opret vækst. Frugten er grågrøn og formet som en banan, men den er uspiselig og fyldt med sorte frø. Fibrene fra bladstilkene anvendes til blandt andet tovværk.

## Beskrivelse
Når Tekstil-Banan er udvokset, består ”stammen” af 12-35 bladstilke i forskellige grader af udvikling. Disse bladstilke  er formet som overlappende bladskeder, der tilsammen danner en stiv, 20-60 cm tyk, stængelagtig stamme, som kan være 2,5-6 m lang. Bladstilkene er lysegrønne og vokser ud fra en løs, central kerne, der begynder i rodstokken, og som danner den egentlige stængel. 
Bladene ligner bananplantens blade, men er mere oprette og smalle. De er også mere mørkegrønne og har en mere tydelig spids. Tilvæksten af blade fortsætter, indtil blomsterknoppen begynder at dannes. På det tidspunkt opstår det blomstrende aks. Blomsterne sidder i klynger, der støttes af et hindeagtigt højblad. De første højblade støtter ægte blomster og er større og mere iøjnefaldende end de senere, som støtter uægte blomster. De sidste højblade sidder så tæt, at der dannes en kogleagtig stand. Frugten er grågrøn og formet som en banan, men den er uspiselig og fyldt med sorte frø.
Rodnettet består af jordstænglen og en stor tot af trævlede rødder.
Højde x bredde og årlig tilvækst: 6, 00 x 4,00 m (600 x 400 cm/år).

## Hjemsted
Arten hører hjemme på Filippinerne og Borneo. Her vokser den på vulkansk jord i regnskovsagtige plantesamfund.
På Mayonvulkanen i Bicolregionen, Filippinerne, vokser den sammen med f.eks. Artocarpus heterophyllus (Jackfruit), Bambus-arter, Canarium ovatum (Pilinøddetræ), Diplazium esculentum (Pako-bregne), Dipterocarpus grandiflorus, Ficus benghalensis (Banyan), Hopea plagata, Kanel (Cinnamomum zeylanicum), Kryddernellike (Eugenia caryophyllata), Orkidé-arter, Palme-arter, Pterocarpus indicus og Sort Peber (Piper nigrum).

## Anvendelse
Fibrene fra bladstilkene anvendes under navnet "Manilahamp" til tovværk, papir og tekstiler.
| Portal | Portal:Botanik |